# Кардеду
Кардеду (італ. Cardedu, сард. Cardedu) — муніципалітет в Італії, у регіоні Сардинія,  провінція Ольястра.
Кардеду розташоване на відстані близько 340 км на південний захід від Рима, 80 км на північний схід від Кальярі, 15 км на південь від Тортолі, 12 км на південний схід від Ланузеі.
Населення — 1849 осіб (2014).

## Демографія
Населення за роками:

Станом на 1 січня 2023 року в муніципалітеті офіційно проживало 68 іноземців з 15 країн, серед них 34 громадяни країн Євросоюзу та 1 громадянин України.

## Сусідні муніципалітети
- Барі-Сардо
- Гаїро
- Єрцу
- Ланузеї
- Озіні
- Тертенія
- Улассаї